# Valentijn Driessen
Valentijn Driessen (Wateringen, 19 mei 1963) is een Nederlands sportjournalist en sportcommentator.

## Loopbaan
Driessen ging in Den Haag naar school, eerst naar de mavo, later naar de havo. Hij werkte voor De Posthoorn, Westlandse Courant en een paar weken bij de Haagsche Courant.
Anno 2025 is hij werkzaam voor De Telegraaf als chef voetbal en columnist. Naast zijn werkzaamheden voor de krant is hij te zien in diverse televisieprogramma's. De grootste bekendheid vergaarde Driessen met zijn medewerking aan Veronica Inside op Veronica, tegenwoordig Vandaag Inside op SBS6, waarin hij aanschuift bij Wilfred Genee, René van der Gijp en Johan Derksen. Hij is sinds 2014 een van de vaste gasten van het tv-programma, dat eerder werd uitgezonden onder de naam Voetbal Inside op RTL 7. Daarnaast is hij regelmatig te zien in de televisieprogramma's op ESPN en Telesport Vandaag TV, en is hij te horen in verschillende podcasts.
- Nederlandse Thesaurus van Auteursnamen: 406342180
- Virtual International Authority File: 499147266802135481569
- WorldCat: E39PBJv4qWRfyckGDvHQdVwXBP